# Maurizio Migliavacca
Maurizio Migliavacca, es un político italiano, actual portavoz del Partido Democrático (Italia). Se graduó en Ciencia Política. Entre 1990 a 1994 fue presidente de la provincia de Piacenza.

## Vida política
En 1996 es elegido como representante en la Cámara Baja ganar una mayoría en la Región Emilia-Romaña por PDS. En la XIII Legislatura, fue Vicepresidente, Presidente de la Comisión para la Producción y miembro del Comité de Defensa por un año. A partir de 2001 en 2007 es miembro de la Secretaría Nacional Izquierda Democrática. Primero como Responsable de Organización y en 2005, como Coordinador.
En 2006 es reelegido diputado en su Región en la lista de El Olivo, donde es un miembro de la Comisión de Defensa.
El 23 de mayo de 2007 se convierte en uno de los 45 miembros del Comité Nacional del Partido Democrático (Italia).
A partir de 24 de febrero de 2009, durante el Secretario del PD Dario Franceschini fue nombrado coordinador nacional. El 24 de noviembre en 2009 fue nombrado Coordinador del Secretario del Partido Demócrata encabezado por Pier Luigi Bersani.